# 李隼
李隼（1963年7月12日—），中国乒乓球教练員，中国国家乒乓球队现任总教练、女队前主教练，曾是王楠、张怡宁、李晓霞等球员的主管教练。
父亲是体操教练員李世铭，母亲是乒乓球运动员叶佩琼。